# La reina del mate
La reina del mate es una película española dirigida por Fermín Cabal y protagonizada por Antonio Resines y Amparo Muñoz.

## Argumento
Rafa es un joven cartero de barrio obrero cuya vida cambia radicalmente cuando conoce a Cristina, la «reina del mate». Poco a poco, se verá inmerso  en un mundo muy distinto a su vida anterior: drogas, dinero fácil y una mujer fascinante.